# Das iTeam – Die Jungs an der Maus
Das iTeam – Die Jungs an der Maus ist eine Comedy-Serie von Sat.1. Im Mittelpunkt stehen in einer IT-Abteilung arbeitende Nerds und ihre spezielle Weltsicht.

## Handlung
Die beiden Computerfreaks Tom Zacher und Gabriel Baumann sind in der IT-Abteilung der Bornholm AG tätig. Ihr Büro, in dem gemäß einschlägiger Klischees Unordnung und Chaos herrschen, befindet sich im Keller des modernen Firmensitzes. Auf ihrem Spezialgebiet sind sie unschlagbar, allerdings haben sie deutliche Defizite im Umgang mit ihren Mitmenschen. Chef des Unternehmens ist Oswald Bornholm, dessen Launen ebenso wechselhaft sind wie seine Managementmethoden. So stellt er als neue IT-Leiterin die junge Sandy Grünwald ein. Diese versteht zwar überhaupt nichts von Computern, besitzt aber Charme und Kommunikationsvermögen und möchte das Ansehen der IT-Abteilung innerhalb der Firma aufpolieren.

## Hintergrund
Die Serie ist eine Neuverfilmung der englischen Comedy-Serie The IT Crowd, deren Drehbücher weitgehend übernommen wurden. Der ursprüngliche Titel Das iTeam – Die Jungs mit der Maus wurde wegen seiner Zweideutigkeit (Maus = Sandy Grünwald) zu Serienbeginn noch leicht abgeändert.

## Ausstrahlung und Einschaltquoten
Die erste Folge wurde am 4. Januar 2008 um 21:45 Uhr gesendet. Diese konnte in der werberelevanten Zielgruppe nur einen Marktanteil von 6,8 Prozent und eine Gesamtzuschauerzahl von 1,4 Millionen erreichen. Eine Woche später, am 11. Januar 2008, belief sich der Marktanteil bei den 14- bis 49-Jährigen auf 7,6 Prozent, insgesamt sahen 1,4 Millionen Zuschauer die zweite Episode.
Nach zwei Episoden beendete Sat.1 auf Grund geringer Einschaltquoten zunächst die Ausstrahlung. Die weiteren vier Folgen wurden ab August 2008 im Pay-TV-Sender Sat.1 Comedy gezeigt, sowie erst im Jahr 2014 beim ursprünglichen Sender Sat.1. 

## Episoden
| Folge | Titel                 | Erstausstrahlung  | Sender       |
| ----- | --------------------- | ----------------- | ------------ |
| 1     | Brötchen vom Vortag   | 4. Januar 2008    | Sat.1        |
| 2     | Stressige Zeiten      | 11. Januar 2008   | Sat.1        |
| 3     | Fifty-Fifty           | 19. August 2008   | Sat.1 Comedy |
| 4     | Durch den Monsun      | 26. August 2008   | Sat.1 Comedy |
| 5     | Die Rache der Toten   | 2. September 2008 | Sat.1 Comedy |
| 6     | Besuch von Tante Rosa | 9. September 2008 | Sat.1 Comedy |

## Kritik
Diese deutsche Adaption der englischen Serie The IT Crowd wurde in einschlägigen Internetforen heftig kritisiert. Insbesondere wurden die schauspielerischen Leistungen sowie die schlechte Übertragung der Originaldrehbücher, bei der der britische Humor weitgehend auf der Strecke blieb, bemängelt. Auch Graham Linehan, Schöpfer der Original-Serie, sparte nicht mit Kritik (Oh, dear God, what have I done?).

„In dieser Form hätte „Das iTeam“ niemals auf den Bildschirm kommen dürfen.“

„Aus die Maus, könnte man sagen, die Serie wurde mangels Quote abgesetzt. Abgesetzt zu werden, das ist schon bitter, aber noch bitterer ist es, wenn man durch Wiederholungen von „Hausmeister Krause“ ersetzt wird.“